# Білл Слейтер
Білл Слейтер (англ. Bill Slater, 29 квітня 1927, Клітеро — 18 грудня 2018) — англійський футболіст, що грав на позиціях захисника і півзахисника, насамперед, за клуб «Вулвергемптон», а також національну збірну Англії.
Триразовий чемпіон Англії. Володар Кубка Англії. Триразовий володар Суперкубка Англії з футболу. Футболіст 1960 року в Англії за версією АФЖ.

## Клубна кар'єра
У дорослому футболі дебютував 1949 року виступами за команду клубу «Блекпул», в якій провів два сезони, взявши участь у 30 матчах чемпіонату. 
Протягом 1951—1952 років захищав кольори команди клубу «Брентфорд».
Своєю грою за останню команду привернув увагу представників тренерського штабу клубу «Вулвергемптон», до складу якого приєднався 1952 року. Відіграв за клуб з Вулвергемптона наступні одинадцять сезонів своєї ігрової кар'єри. Більшість часу, проведеного у складі «Вулвергемптона», був основним гравцем захисту команди. За цей час тричі виборював титул чемпіона Англії, ставав володарем Кубка Англії. В сезоні 1959/60, в якому команда виборола Кубок і фінішувала другою у Футбольній лізі, особистий внесок Слейтера в її успіхи було відзначено визнанням його Футболістом року в Англії за версією АФЖ.
Завершив професійну ігрову кар'єру у клубі «Брентфорд», у складі якого вже виступав раніше. Прийшов до команди 1963 року, захищав її кольори до припинення виступів на професійному рівні у 1964.
Помер 18 грудня 2018 року на 92-му році життя.

## Виступи за збірну
1954 року дебютував в офіційних матчах у складі національної збірної Англії. Протягом кар'єри у національній команді, яка тривала 7 років, провів у її формі 12 матчів.
У складі збірної був учасником чемпіонату світу 1958 року у Швеції, де виходив на поле в усіх чотирьох матчах своєї команди.

## Титули і досягнення

### Командні
- Чемпіон Англії (3):

«Вулвергемптон»: 1953-1954, 1957-1958, 1958-1959
- Володар Кубка Англії (1):

«Вулвергемптон»: 1959-1960
- Володар Суперкубка Англії з футболу (3):

«Вулвергемптон»: 1954, 1959, 1960

### Особисті
- Футболіст року за версією АФЖ (1): 1960